# پدیامنوپت
| Q3 · D37 | M17 | Y5 · N35 | M17 | O45 · X1 |

| Q3 · D37 | M17 | Y5 · N35 | M17 | O45 · X1 |

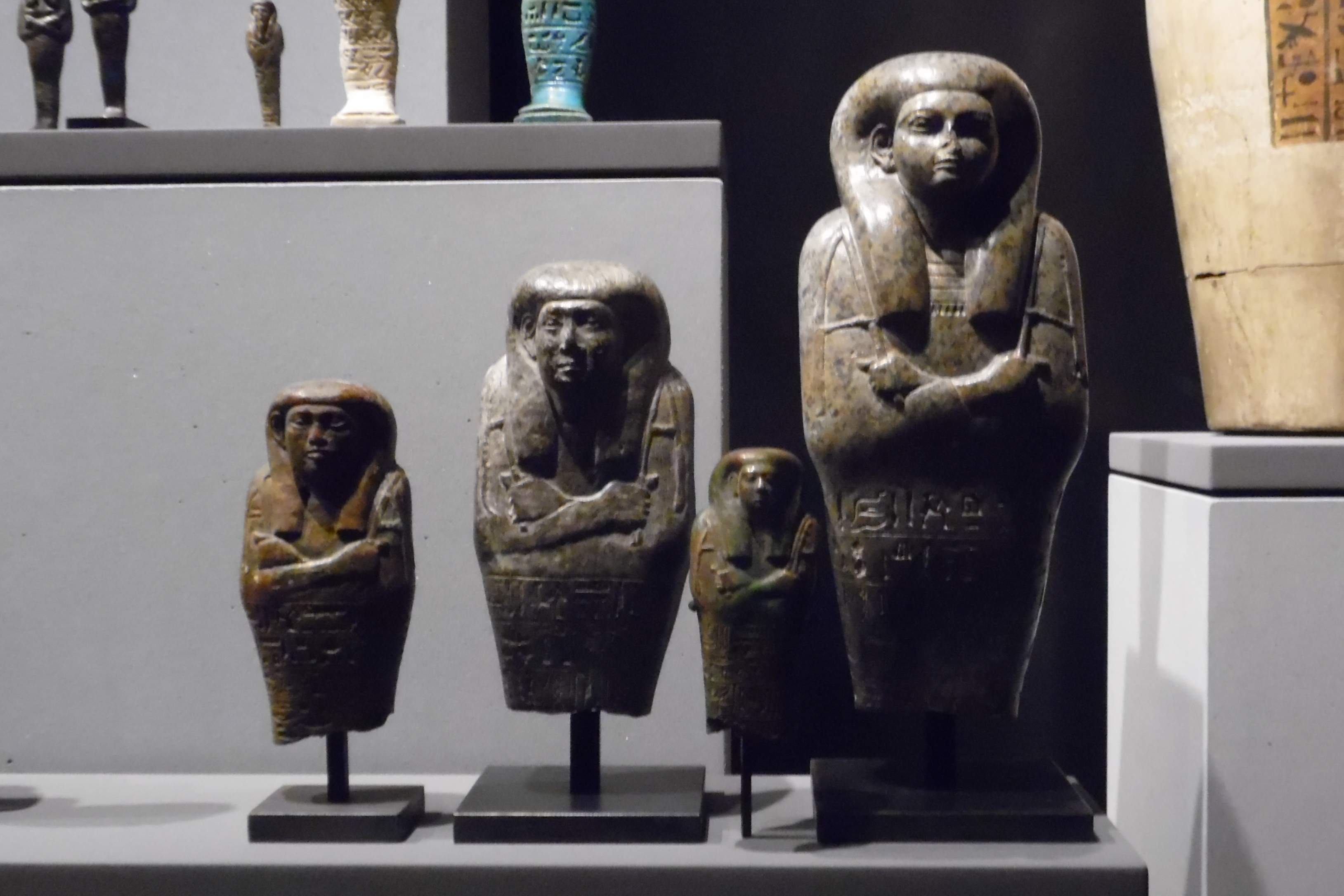
چهار اوشابتی از پدیامنوپت که اینک در «موزه دولتی هنر مصریان» در مونیخ نگهداری می‌شود.

پدیامنوپت (انگلیسی: Pediamenopet): ۴۳۱  که با نام‌هایی چون پدیامنوپی، پتامنوفیس، پدیامنوپه، پدیامنی‌پت و پتامنوفی هم شناخته می‌شود، یک کاتب و کاهنِ قاریِ کتاب مقدس در دوران مصر باستان بود.
او در مقبرهٔ شمارهٔ «TT33» واقع در «العساسیف» در آرامگاه باستانی شهر تبای (تبس) دفن شده و مقبره‌اش، بزرگترین آرامگاه غیرسلطنتی آنجا محسوب می‌شود.
او در دربارِ چندین فرعون از دودمان بیست و پنجم مصر و دودمان بیست و ششم مصر خدمت کرد و چنان ثروتی به‌دست آورد که توانست یک مقبرهٔ هزارتو، پوشیده از صدها متر فرسکو و هیروگلیف برای خود بسازد.

## بیشتر بخوانید
- Traunecker, Claude & Lorton, David The Gods of Egypt, Translated by David Lorton, Cornell University Press, 2001, ISBN 0-8014-3834-9, ISBN 978-0-8014-3834-9